# Nati nel 1922/Ottobre
| Questa pagina contiene informazioni ricavate automaticamente dalle voci biografiche con l'ausilio del template Bio e di un bot. L'aggiornamento è periodico e automatico e ricostruisce completamente la pagina. Se manca una persona in questa lista, sei pregato di non aggiungerla, ma accertati piuttosto che la sua voce biografica contenga il template Bio e che i dati anagrafici siano correttamente compilati. Se il template Bio manca, inseriscilo tu stesso o, in alternativa, metti l'avviso {{tmp\|Bio}} che ne segnala la mancanza. Se i dati riportati sono sbagliati, correggi direttamente la voce biografica; le modifiche saranno visibili in questa lista entro pochi giorni. Per chiarimenti vedi il progetto biografie. La lista contiene solo le 146 persone che sono citate nell'enciclopedia e per le quali è stato implementato correttamente il template Bio. Pagina aggiornata al 18 mag 2025. |

- 1º ottobre - Simjon Rosenfeld, militare e superstite dell'Olocausto ucraino († 2019)
- 1º ottobre - Chen Ning Yang, fisico cinese
- 2 ottobre - Məmməd Bağırov, militare, partigiano e guerrigliero azero († 1997)
- 2 ottobre - Ken Menke, cestista e allenatore di pallacanestro statunitense († 2002)
- 2 ottobre - Žarko Muljačić, linguista, glottologo e italianista jugoslavo († 2009)
- 2 ottobre - Lorenzo Natali, politico italiano († 1989)
- 2 ottobre - Ozren Nedoklan, calciatore e allenatore di calcio jugoslavo († 2004)
- 3 ottobre - John Craxton, pittore britannico († 2009)
- 3 ottobre - Lubomír Doležel, critico letterario, filologo e slavista ceco († 2017)
- 3 ottobre - Don Hoefler, giornalista statunitense († 1986)
- 3 ottobre - Raffaele La Capria, scrittore, sceneggiatore e traduttore italiano († 2022)
- 3 ottobre - Marcel Salva, calciatore francese († 2005)
- 4 ottobre - Gianna Beretta Molla, pediatra italiana († 1962)
- 4 ottobre - Tosca Bucarelli, partigiana e antifascista italiana († 2000)
- 5 ottobre - José Froilán González, pilota automobilistico argentino († 2013)
- 5 ottobre - Ciccio Ingrassia, attore, comico e regista italiano († 2003)
- 5 ottobre - Harry McIlvenny, calciatore inglese († 2009)
- 5 ottobre - Woodrow Parfrey, attore statunitense († 1984)
- 5 ottobre - Jock Stein, calciatore e allenatore di calcio scozzese († 1985)
- 6 ottobre - Teala Loring, attrice statunitense († 2007)
- 6 ottobre - Lilo Pempeit, attrice e traduttrice tedesca († 1993)
- 6 ottobre - George R. Price, genetista statunitense († 1975)
- 6 ottobre - Elena Rizzieri, soprano italiano († 2016)
- 6 ottobre - Paolo Valenti, giornalista e conduttore televisivo italiano († 1990)
- 7 ottobre - János Chawko, calciatore cecoslovacco († 1997)
- 7 ottobre - Elio Chinol, anglista, traduttore e critico letterario italiano († 1996)
- 7 ottobre - Mario Colombi Guidotti, scrittore e critico letterario italiano († 1955)
- 7 ottobre - Tommaso Maestrelli, calciatore, allenatore di calcio e dirigente sportivo italiano († 1976)
- 7 ottobre - Giuseppe Mazzocca, militare italiano († 1942)
- 7 ottobre - José O'Callaghan, gesuita, archeologo e papirologo spagnolo († 2001)
- 7 ottobre - Pops Yoshimura, imprenditore giapponese († 1995)
- 8 ottobre - Arnaldo Bixio Daini, flautista e direttore di banda italiano († 2010)
- 8 ottobre - Gopalasamudram Narayana Iyer Ramachandran, biofisico indiano († 2001)
- 8 ottobre - Nils Liedholm, calciatore e allenatore di calcio svedese († 2007)
- 8 ottobre - Eileen Essell, attrice britannica († 2015)
- 8 ottobre - Piero Zanchetta, politico italiano († 2005)
- 9 ottobre - Fyvush Finkel, attore statunitense († 2016)
- 9 ottobre - Igor Man, giornalista italiano († 2009)
- 9 ottobre - Vittorio Mangili, giornalista italiano († 2024)
- 9 ottobre - Domenico Pecile, vescovo cattolico italiano († 2011)
- 9 ottobre - Francesco Rosetta, calciatore italiano († 2006)
- 9 ottobre - Philip Sterling, attore statunitense († 1998)
- 9 ottobre - Karl Franz Tausch, militare tedesco († 2008)
- 10 ottobre - Efisio Colombino, calciatore italiano
- 10 ottobre - Frédéric Debuyst, religioso belga († 2017)
- 10 ottobre - Helmut Nordhaus, calciatore tedesco orientale († 2014)
- 10 ottobre - Giuliano Slataper, militare italiano († 1943)
- 10 ottobre - Bianca Sollazzo, attrice italiana († 2011)
- 10 ottobre - Lee e Lyn Wilde, attrice e cantante statunitense († 2015)
- 10 ottobre - Şövkət Ələkbərova, cantante azera († 1993)
- 11 ottobre - Dante Cappello, politico e medico italiano († 2012)
- 13 ottobre - Ugo Bianchi, storico delle religioni italiano († 1995)
- 13 ottobre - Nat Clifton, cestista e giocatore di baseball statunitense († 1990)
- 13 ottobre - Lino Morbioli, calciatore italiano
- 13 ottobre - Antonio Sabatelli, pittore, ceramista e scultore italiano († 2001)
- 13 ottobre - Linards Tauns, scrittore lettone († 1963)
- 13 ottobre - Claudio Truffi, sindacalista e funzionario italiano († 1986)
- 14 ottobre - Salvatore Di Salvo, vescovo cattolico italiano († 2005)
- 14 ottobre - Vincent de Paul Phạm Văn Dụ, vescovo cattolico vietnamita († 1998)
- 14 ottobre - Leo Wätcher, dirigente d'azienda e impresario teatrale italiano († 2000)
- 15 ottobre - Agustina Bessa-Luís, scrittrice portoghese († 2019)
- 15 ottobre - Luigi Giussani, presbitero, teologo e docente italiano († 2005)
- 15 ottobre - Joseph N'Diaye, scrittore senegalese († 2009)
- 16 ottobre - Alberto Galassi, calciatore italiano († 2002)
- 16 ottobre - Giuseppe Mancini, imprenditore italiano († 2003)
- 16 ottobre - Roy Pugh, cestista e allenatore di pallacanestro statunitense († 2006)
- 16 ottobre - Saverio Vollaro, poeta, critico cinematografico e traduttore italiano († 1986)
- 17 ottobre - Arrigo Arrighetti, architetto e urbanista italiano († 1989)
- 17 ottobre - Luiz Bonfá, chitarrista, compositore e cantante brasiliano († 2001)
- 17 ottobre - Giuseppe Orlandini, regista e sceneggiatore italiano
- 17 ottobre - Pietro Piovani, filosofo italiano († 1980)
- 17 ottobre - Angel Wagenstein, scrittore e regista bulgaro († 2023)
- 17 ottobre - Audrey Westphal, attrice e ballerina statunitense († 1999)
- 18 ottobre - Eric Lee, calciatore inglese († 1999)
- 18 ottobre - Richard Stankiewicz, scultore statunitense († 1983)
- 18 ottobre - Camillo Togni, compositore e pianista italiano († 1993)
- 19 ottobre - Bruno Benelli, politico italiano († 1968)
- 19 ottobre - Armando Gobetto, anatomista e veterinario italiano († 2001)
- 19 ottobre - Ebrahim Golestan, regista, sceneggiatore e scrittore iraniano († 2023)
- 19 ottobre - Oreste Guaraldo, calciatore italiano († 1999)
- 19 ottobre - Corrado Spagnolo, ufficiale italiano († 1943)
- 20 ottobre - John Anderson, attore statunitense († 1992)
- 20 ottobre - Franco Barbieri, critico d'arte italiano († 2016)
- 20 ottobre - Willie Brown, allenatore di calcio e calciatore scozzese († 1978)
- 20 ottobre - François Crouzet, storico francese († 2010)
- 20 ottobre - Salah Dessouki, schermidore egiziano († 2011)
- 20 ottobre - Juan Carlos Lorenzo, calciatore e allenatore di calcio argentino († 2001)
- 20 ottobre - Miodrag Stefanović, cestista, allenatore di pallacanestro e arbitro di pallacanestro jugoslavo († 1998)
- 20 ottobre - Franco Ventriglia, basso statunitense († 2012)
- 21 ottobre - Liliane Bettencourt, imprenditrice francese († 2017)
- 21 ottobre - Carlo Bottari, politico italiano († 2002)
- 21 ottobre - Karla Kienzl, slittinista austriaca († 2018)
- 21 ottobre - Antonio La Raina, attore italiano († 2000)
- 21 ottobre - Carlo Rognoni, calciatore italiano
- 21 ottobre - Vojtech Zachar, calciatore cecoslovacco († 2006)
- 22 ottobre - John Lester Hubbard Chafee, politico statunitense († 1999)
- 22 ottobre - Pietro Salvatore Colombo, vescovo cattolico italiano († 1989)
- 22 ottobre - Marvin Leonard Goldberger, fisico statunitense († 2014)
- 22 ottobre - Mike Jarmoluk, giocatore di football americano statunitense († 2004)
- 23 ottobre - William Aquin Carew, arcivescovo cattolico canadese († 2012)
- 23 ottobre - Coleen Gray, attrice statunitense († 2015)
- 23 ottobre - Mänşük Mämetova, militare sovietica († 1943)
- 23 ottobre - Trevor Kletz, chimico britannico († 2013)
- 23 ottobre - Guiscardo Lorito, giornalista, scrittore e poeta italiano († 2001)
- 24 ottobre - Alfredo Azzaroni, politico, scrittore e giornalista italiano († 1992)
- 24 ottobre - Charlie Brown, militare e aviatore statunitense († 2008)
- 24 ottobre - Werner Buchholz, ingegnere tedesco († 2019)
- 24 ottobre - Vittorio Casaretti, calciatore italiano
- 24 ottobre - Attilio Fierro, politico e ingegnere italiano († 1988)
- 24 ottobre - Marija Polivanova, militare sovietica († 1942)
- 25 ottobre - Melchiade Coletti, sceneggiatore e regista cinematografico italiano († 1997)
- 25 ottobre - Gloria Lasso, cantante spagnola († 2005)
- 25 ottobre - Antonino Saetta, magistrato italiano († 1988)
- 25 ottobre - Joseph-Marie Sardou, arcivescovo cattolico francese († 2009)
- 26 ottobre - Danilo Preto, partigiano italiano († 1944)
- 27 ottobre - Romeo Anconetani, dirigente sportivo, giornalista e imprenditore italiano († 1999)
- 27 ottobre - Victorio Cieslinskas, cestista uruguaiano († 2007)
- 27 ottobre - Rino De Togni, calciatore italiano († 1983)
- 27 ottobre - Ruby Dee, attrice, attivista e sceneggiatrice statunitense († 2014)
- 27 ottobre - Michel Galabru, attore francese († 2016)
- 27 ottobre - Ralph Kiner, giocatore di baseball statunitense († 2014)
- 27 ottobre - Carlos Andrés Pérez, politico venezuelano († 2010)
- 27 ottobre - Del Rice, giocatore di baseball e cestista statunitense († 1983)
- 27 ottobre - Victoria Santa Cruz, compositrice, coreografa e designer peruviana († 2014)
- 27 ottobre - George Young, calciatore e allenatore di calcio scozzese († 1997)
- 28 ottobre - Gershon Kingsley, compositore tedesco († 2019)
- 28 ottobre - Jack Murdock, attore statunitense († 2001)
- 28 ottobre - Ernest Vaast, allenatore di calcio e calciatore francese († 2011)
- 28 ottobre - Butch van Breda Kolff, cestista, allenatore di pallacanestro e dirigente sportivo statunitense († 2007)
- 29 ottobre - Arthur Apfel, pattinatore artistico su ghiaccio britannico († 2017)
- 29 ottobre - Neal Hefti, trombettista, compositore e arrangiatore statunitense († 2008)
- 29 ottobre - Rudolf Hoppe, chimico tedesco († 2014)
- 29 ottobre - Roberto Michelucci, violinista italiano († 2010)
- 29 ottobre - Aleksandr Zinov'ev, filosofo e scrittore russo († 2006)
- 30 ottobre - Elio Schiavoni, musicista, direttore d'orchestra e produttore teatrale italiano († 2010)
- 30 ottobre - Armando Fallanca, calciatore italiano († 1991)
- 30 ottobre - Giuseppe Quatriglio, giornalista e scrittore italiano († 2017)
- 30 ottobre - Marie Van Brittan Brown, inventrice statunitense († 1999)
- 30 ottobre - Jane White, attrice statunitense († 2011)
- 31 ottobre - Barbara Bel Geddes, attrice statunitense († 2005)
- 31 ottobre - Pietro Bonetti, calciatore italiano († 2012)
- 31 ottobre - Carlo Cerri, politico italiano († 2002)
- 31 ottobre - András Hegedüs, politico e sociologo ungherese († 1999)
- 31 ottobre - Franco Moretti, calciatore italiano
- 31 ottobre - Norodom Sihanouk, re cambogiano († 2012)
- 31 ottobre - Anatolij Dmitrievič Papanov, attore sovietico († 1987)